# Knud von Harbou
Knud Wolfram von Harbou und von der Hellen (* 5. Oktober 1946 in Bremen) ist ein deutscher Journalist. Er war stellvertretender Feuilletonchef der Süddeutschen Zeitung.

## Leben
Knud von Harbou wurde als eines von drei Kindern des Verwaltungsjuristen Mogens von Harbou (1905–1946) und dessen zweiter Ehefrau Louise Adelheid Hildegard, geb. von Ribbeck (1914–1985), in Bremen geboren. Sein Vater verübte 1946 Suizid im US-amerikanischen Internierungslager Dachau unter dem Druck seiner Beteiligung am Holocaust im besetzten Polen. Knud von Harbou wuchs in München auf und studierte Geschichte und Germanistik.
Er arbeitete als Verlagslektor und dann als Sachbuchredakteur im Feuilleton der Süddeutschen Zeitung sowie als Programmgeschäftsführer des S. Fischer Verlags. Von Harbou schrieb Buchrezensionen und war 2007 Mitinitiator der Liste Sachbücher des Monats. Er übernahm Lehraufträge an verschiedenen Hochschulen. Von Harbou lebt in Tutzing.
2013 veröffentlichte er eine Biographie über Franz Josef Schöningh, der als stellvertretender Kreishauptmann bei Mogens von Harbou in Polen eingesetzt war und nach Kriegsende bei der Süddeutschen Zeitung zu den Mitgründern und Herausgebern zählte. 2015 folgte eine historische Untersuchung der ersten zehn Erscheinungsjahre der Süddeutschen Zeitung.

## Schriften
- Wege und Abwege. Franz Josef Schöningh, der Mitbegründer der Süddeutschen Zeitung. Eine Biografie. Allitera, München 2013, ISBN 978-3-86906-482-6.
- Als Deutschland seine Seele retten wollte. Die Süddeutsche Zeitung in den Gründerjahren nach 1945. dtv, München 2015, ISBN 978-3-423-28055-6.